# Volleybalvereniging Capelle Nieuwerkerk (femminile)
Il Volleybalvereniging Capelle Nieuwerkerk è una società pallavolistica femminile olandese, con sede a Capelle aan den IJssel: milita nel campionato olandese di Eredivisie.

## Rosa 2021-2022
| N° | Nome               | Ruolo | Data di nascita | Nazionalità sportiva |
| -- | ------------------ | ----- | --------------- | -------------------- |
| 1  | Fleur Uitterlinden | P     | 8 marzo 2004    | Paesi Bassi          |
| 2  | Liz Otten          | O     | 2001            | Paesi Bassi          |
| 3  | Louise Bijlsma     | S     | 2003            | Paesi Bassi          |
| 4  | Maureen Weernekes  | S     | 1991            | Paesi Bassi          |
| 5  | Anouk van Egmond   | O     | 1998            | Paesi Bassi          |
| 7  | Tessa de Boer      | S     | 1996            | Paesi Bassi          |
| 8  | Lisa Vossen        | P     | 2 febbraio 1994 | Paesi Bassi          |
| 9  | Juliette Mol       | S     | 1990            | Paesi Bassi          |
| 10 | Laura Kerkhof      | C     | 1997            | Paesi Bassi          |
| 12 | Marijke Lammers    | L     | 1997            | Paesi Bassi          |
| 13 | Fuerra Everaert    | L     | 5 luglio 1999   | Paesi Bassi          |
| 14 | Lana Lijkendijk    | C     | 2004            | Paesi Bassi          |
| 15 | Jet Kok            | O     | 2004            | Paesi Bassi          |